# Woodsia heterophylla
Woodsia heterophylla är en hällebräkenväxtart som först beskrevs av Nicolai Stepanowitsch Turczaninow och Aleksandr Vasiljevitj Fomin, och fick sitt nu gällande namn av Shmakov. Woodsia heterophylla ingår i släktet Woodsia och familjen Woodsiaceae. Inga underarter finns listade.